# Mosty Trzebnickie
Mosty Trzebnickie – zespół dwóch mostów przerzuconych przez Starą Odrę i kanał miejski w północnej części Wrocławia, pomiędzy Kleczkowem a Różanką i Karłowicami. W miejscu tym, co potwierdzają znaleziska archeologiczne, już w neolicie (III tysiąclecie p.n.e.) znajdowała się przeprawa (bród) przez rzekę. W czasach historycznych wzmiankowano istnienie tu drewnianego mostu na głównej drodze łączącej Wrocław z Trzebnicą, który przez kolejne stulecia wielokrotnie był niszczony przez powodzie i kataklizmy wojenne, odbudowywany, naprawiany i przebudowywany.

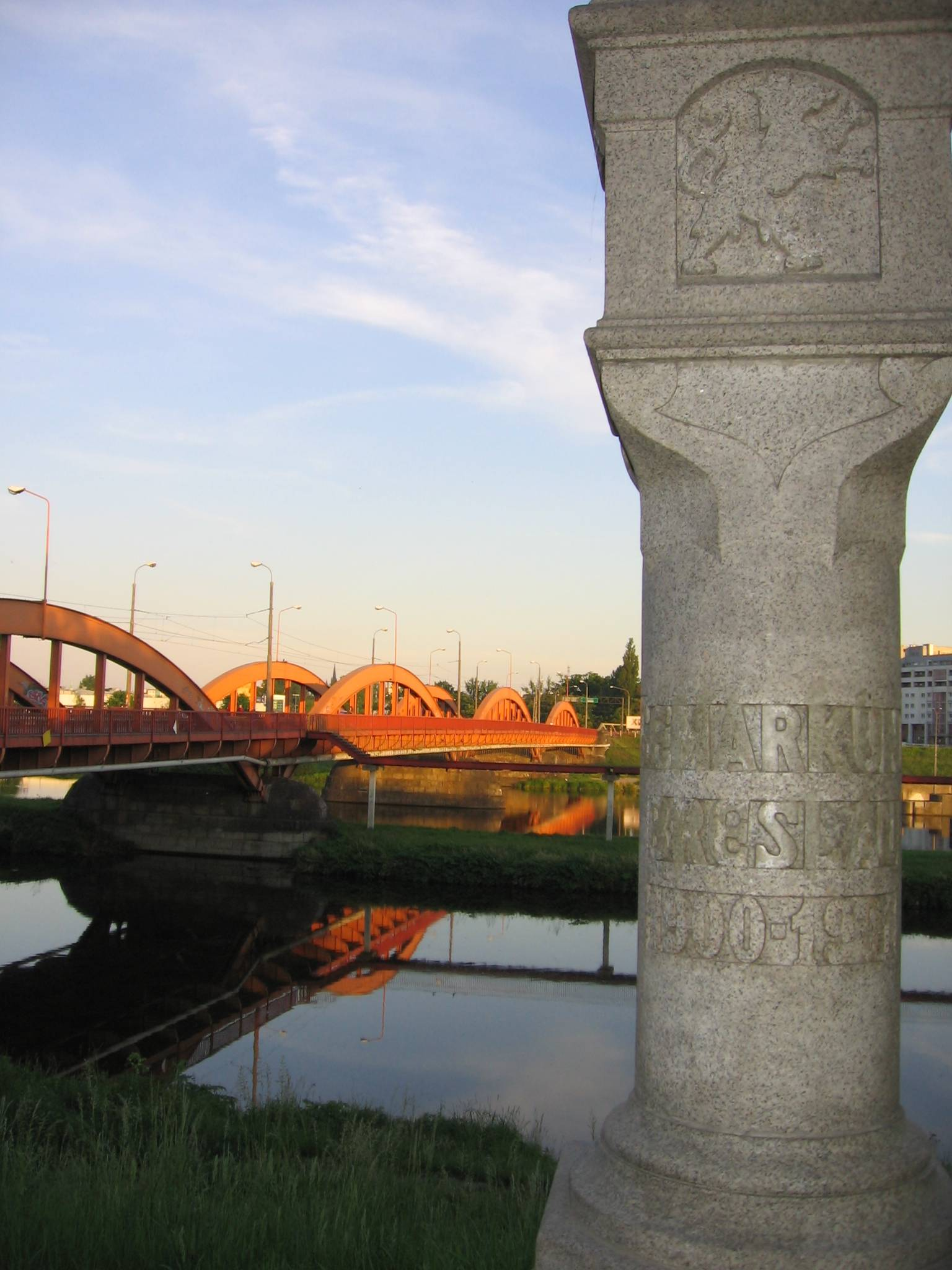
Północny most Trzebnicki widziany z pn.-zach.;
na I planie słup graniczny Wrocławia z 1900–1901

Pod koniec XIX wieku, w celu ułatwienia komunikacji rzecznej podjęto budowę kanału miejskiego wzdłuż nurtu Starej Odry, na jej lewym (zachodnim, dalej południowym) brzegu. W związku z tą budową powstała potrzeba przeprowadzenia nad nim przeprawy mostowej, która prowadziłaby dalej do przerzuconego nad Odrą drewnianego Rosenthaler Brücke (mostu Różaneckiego, od nazwy wsi, dziś osiedla Różanka – niem. Rosenthal – leżącej na północnym brzegu rzeki). Ten jednoprzęsłowy stalowy most zbudowano w latach 1892–1897, ale już wkrótce okazało się, że na potrzeby żeglugowe przestrzeń między lustrem wody a mostem jest za mała. Dlatego już w latach 1904–1905 most ten zastąpiono nowym, wyższym (o większym prześwicie), również stalowym, o nitowanej konstrukcji kratowej wspartej na przyczółkach z betonu licowanego granitem. Most ten obecnie nazywany jest mostem Trzebnickim Południowym, jego przęsło mierzy 24,7 m długości.

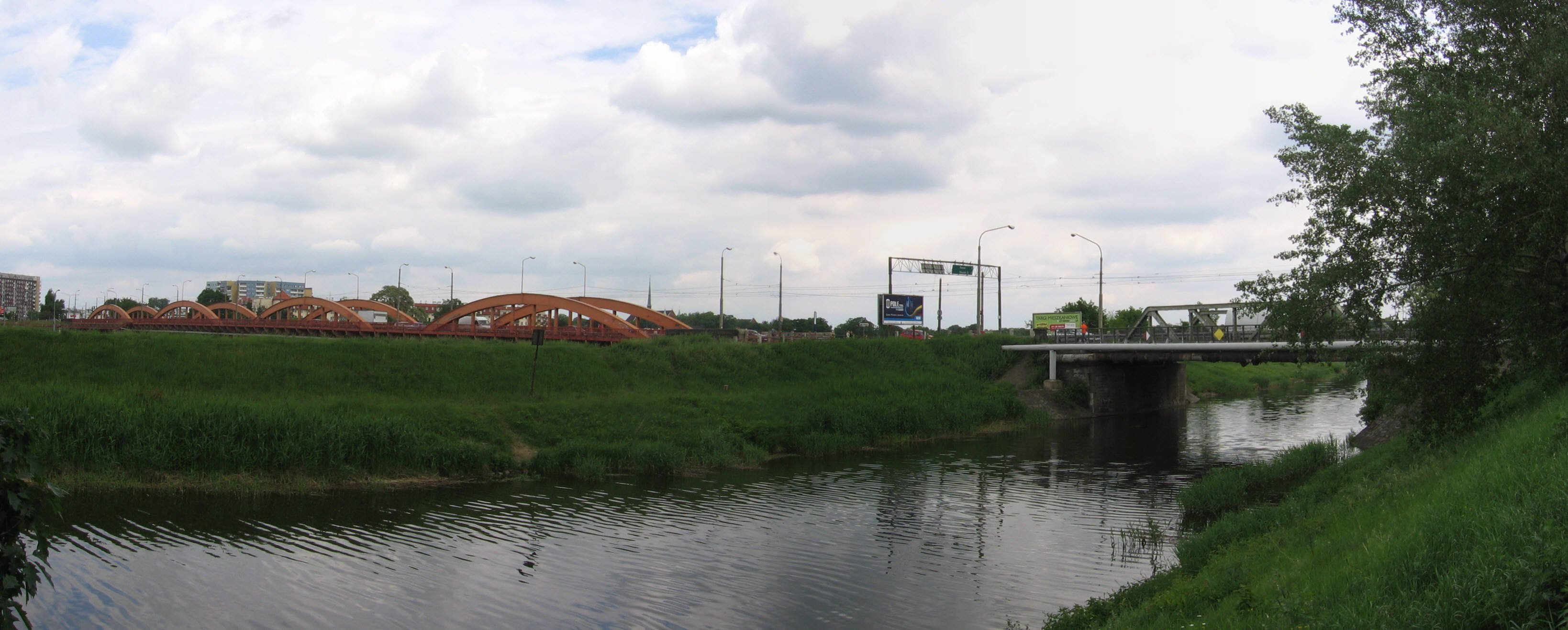
Mosty Trzebnickie widziane z pd.-zach.:
po lewej pomarańczowe łuki mostu pn.,
po prawej kratownica mostu pd.

W drugiej dekadzie XX wieku, w związku z przebudową całego wrocławskiego systemu wodnego i budową kanałów Żeglugowego i Powodziowego z Bartoszowic do Różanki, zaszła również potrzeba wymiany dotychczasowego mostu Różaneckiego. Zastąpiony on został w 1916 czteroprzęsłowym mostem stalowym o konstrukcji łukowej z poprzecznicami blachownicowymi. Most wsparty jest na podporach i przyczółkach z betonu licowanego granitem. Pierwsze przęsło tego mostu od strony miasta (od południa) rozciąga się nad terenem zalewowym, następne dwa nad rzeką, a czwarte – nad kanałem Żeglugowym prowadzącym do śluzy Różanka. Most ten przejął nazwę po swym poprzedniku – Rosenthaler Brücke. Całkowita długość mostu Północnego wynosi 218,5 metra (4 przęsła o rozpiętości 51 m każde), a szerokość 14,52 metra. Chodniki usytuowano na zewnątrz łuków, a po jezdni mostów poprowadzono dwutorową linię tramwajową, przy czym szerokość jezdni jest na tyle mała, że mieszczą się tam tylko dwa pojazdy jadące w przeciwnych kierunkach, tj. pasy ruchu są wspólne tak dla samochodów, jak i dla tramwajów. Oś jezdni mostu południowego nie pokrywa się z osią północnego, pojazdy nadjeżdżające od strony centrum mają pomiędzy nimi do pokonania niewielki skręt w lewo (na zachód).
Od roku 1945 mosty te noszą nazwę Trzebnickich. Remont kapitalny przeszły w latach osiemdziesiątych, kolejną konserwację – na początku XXI wieku. Po powodzi tysiąclecia na wysepce rozdzielającej kanał Żeglugowy i rzekę, na której stoi też filar rozdzielający trzecie i czwarte przęsło, postawiono kilkumetrowej wysokości stalowy krzyż dziękczynny, na którym, na pamiątkę tego wydarzenia, zaznaczono farbą poziom wody, jaki osiągnęła rzeka w czasie kulminacji fali powodziowej 12–13 lipca 1997.